# 林久右衛門商店
株式会社林久右衛門商店（はやしきゅうえもんしょうてん）は、福岡県福岡市博多区に本社を置く削り節製造・食品加工業を行う株式会社ヨシムラ・フード・ホールディングス傘下の企業。嘗て広く使われた「ヤマキュウ」のブランドで知られている。

## 概要
1885年、林久右衛門が伊勢四日市で創業。第二次世界大戦後に工場を構えたのが縁で福岡で法人化した。
削り節に限らず、関連する加工食品であるお吸い物やつゆ、スープなど各種商品の製造販売も手掛けている。今では当たり前となっている「かつおパック」形式の削り節詰めにおいて業界の先駆けとなった。しかし家庭向けの一般的商品は「ヤマキ」や「マルトモ」の伊予勢など業界大手との競争が激化したことなどから次第に縮小し、家庭向けも含め「久右衛門」ブランドで展開する付加価値を持たせた高級品にシフトさせている。

## 沿革
1885年
今の三重県四日市市にて林久右衛門の個人経営により鰹節問屋創業
1953年
福岡工場を新設
1959年
株式会社 林久右衛門商店 として福岡本社設立
2022年
株式会社ヨシムラ・フード・ホールディングスへの子会社化

## 販売店
嘗て家庭向け一般的商品は、地元スーパーなどでも広く扱われていたが、路線変更で撤退。今日では下記の百貨店（主に三越伊勢丹グループ）とネット販売が中心である。

### 主なお吸い物取扱店
- 岩田屋天神本店 本館地下2階
- JR大阪三越伊勢丹 地下2階
- JR京都伊勢丹 地下1階
- 伊勢丹新宿本店 地下1階

### 主な鰹節取扱店
- 銀座三越 本館地下3階「銀座節屋」

## 事業所
本社・工場
福岡市博多区麦野5丁目23-17
枕崎工場
鹿児島県枕崎市立神本町87